# Naoki Sóma
Naoki Sóma (japonsky: 相馬 直樹 [Sóma Naoki]* 19. července 1971) je bývalý japonský fotbalista.

## Reprezentační kariéra
Naoki Sóma odehrál 58 reprezentačních utkání. S japonskou reprezentací se zúčastnil Mistrovství světa 1998.

## Statistiky
| Japonsko | Japonsko | Japonsko |
| Roky     | Záp.     | Góly     |
| -------- | -------- | -------- |
| 1995     | 9        | 0        |
| 1996     | 13       | 2        |
| 1997     | 21       | 1        |
| 1998     | 10       | 1        |
| 1999     | 5        | 0        |
| Celkem   | 58       | 4        |